# Strakov
Strakov (en allemand :  Strockele) est une commune du district de Svitavy dans la région de Pardubice en République tchèque. Sa population s'élevait à 262 habitants en 2024.

## Géographie
Strakov se trouve à 5 km à l'est du centre de Litomyšl, à 15 km au sud-est de Svitavy, à 46 km à l'est-sud-est de Pardubice et à 141 km à l'est-sud-est de Prague.
La commune est limitée par Litomyšl au nord-ouest et au nord, par Česká Třebová au nord-est, par Semanín à l'est, par Janov au sud et par Benátky au sud-ouest.

## Histoire
La première mention écrite du village remonte à 1347.

## Transports
Par la route, Strakov se trouve à 4 km de Litomyšl, à 16 km de Svitavy, à 54 km de Pardubice et à 174 km de Prague. 